# Papiermark
Papiermark (în română: „Marcă de hârtie”) este denumirea dată monedei germane începând din iulie 1914, dată la care a fost abandonată echivalența între Goldmark (în română: „Marcă-aur”) și aur ca etalon. Bancnotele nu mai erau convertibile în aur și aveau curs forțat.
Între iulie 1914 și ianuarie 1920, cursul dolarului american a urcat, la rata de schimb)  de la 4,20 mărci (Papiermark) la 41,98 mărci. Pentru comparație, francul francez a căzut la 25 de franci pentru un dolar american, în aceeași perioadă.
Papiermark a cunoscut o hiperinflație excesivă începând de la începutul anului 1922, care s-a accelerat exponențial, până la 20 noiembrie 1923. După această dată, Papiermark a început să fie înlocuit de Rentenmark, apoi la 30 august 1924 de Reichsmark. Rata de conversie între cele două sisteme monetare s-a oprit la o mie de miliarde de Papiermark pentru un Rentenmark sau Reichsmark.
Rentenmark și Reichsmark au coabitat până în 1945.

## Monede metalice (1914-1923)
În timpul Primului Război Mondial (1914-1918), emiterea de monede de argint  a continuat câtva timp (există monede cu valori nominale de ½  și 1 marcă, însă toate au fost tezaurizate). În revanșă, monedele cu valori nominale mai mici au fost fabricate din metale mai puțin strategice. Cuprului și nichelului i-au succedat fierul și zincul, la monedele  de 1, 2, 5 și 10 pfenigi. Începând din 1919 și până în 1923, slăbiciunea mărcii, starea economiei și începutul hiperinflației nu au mai permis alte emisiuni de monede decât cele de zinc și de aluminiu. În unele regiuni ale Germaniei, au existat și emisiuni locale. Pentru aceste monede de necesitate (în germană Notgeld) au fost folosite și alte materiale, precum este ceramica.

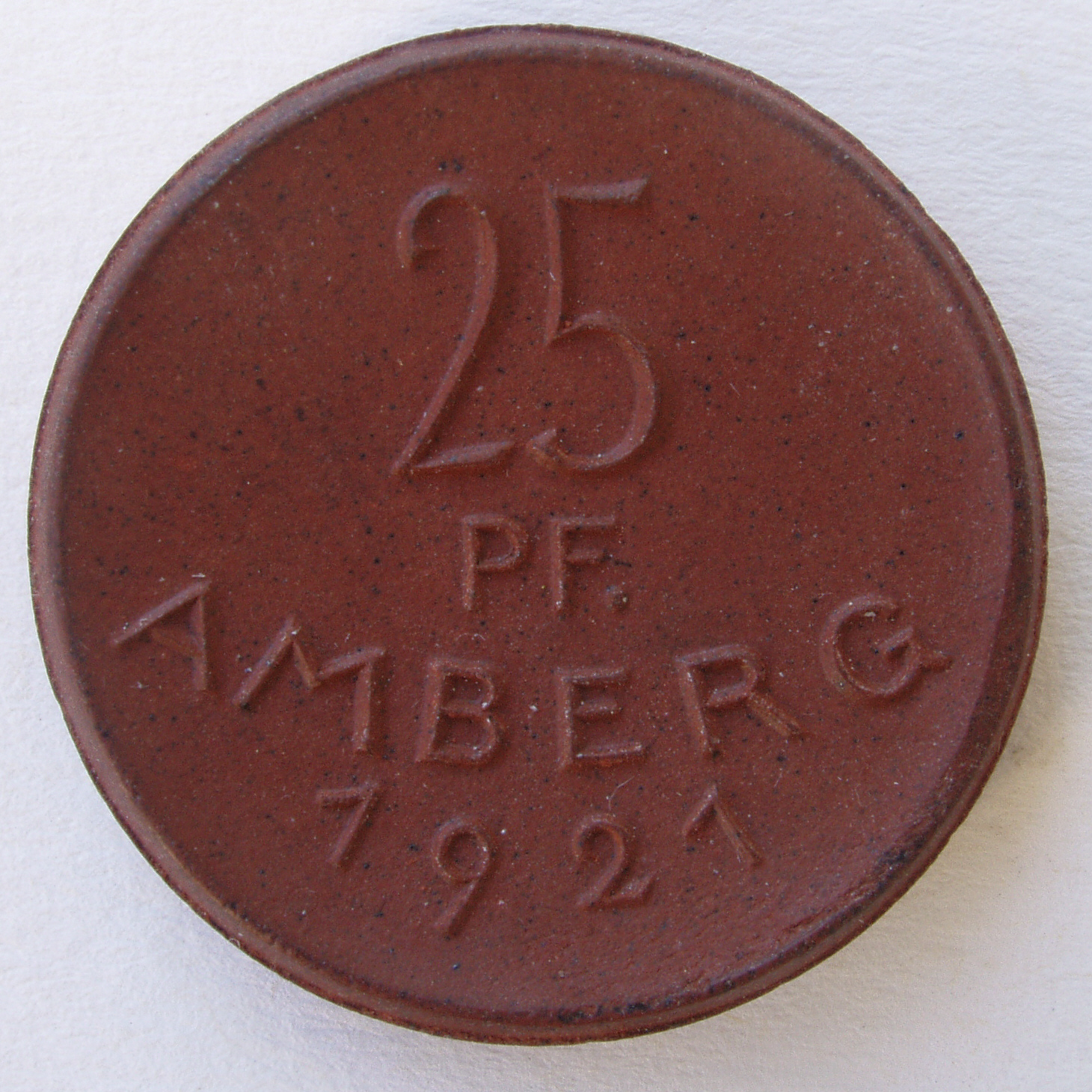
25 Pfenig din Amberg, din ceramică roșie  (1921)
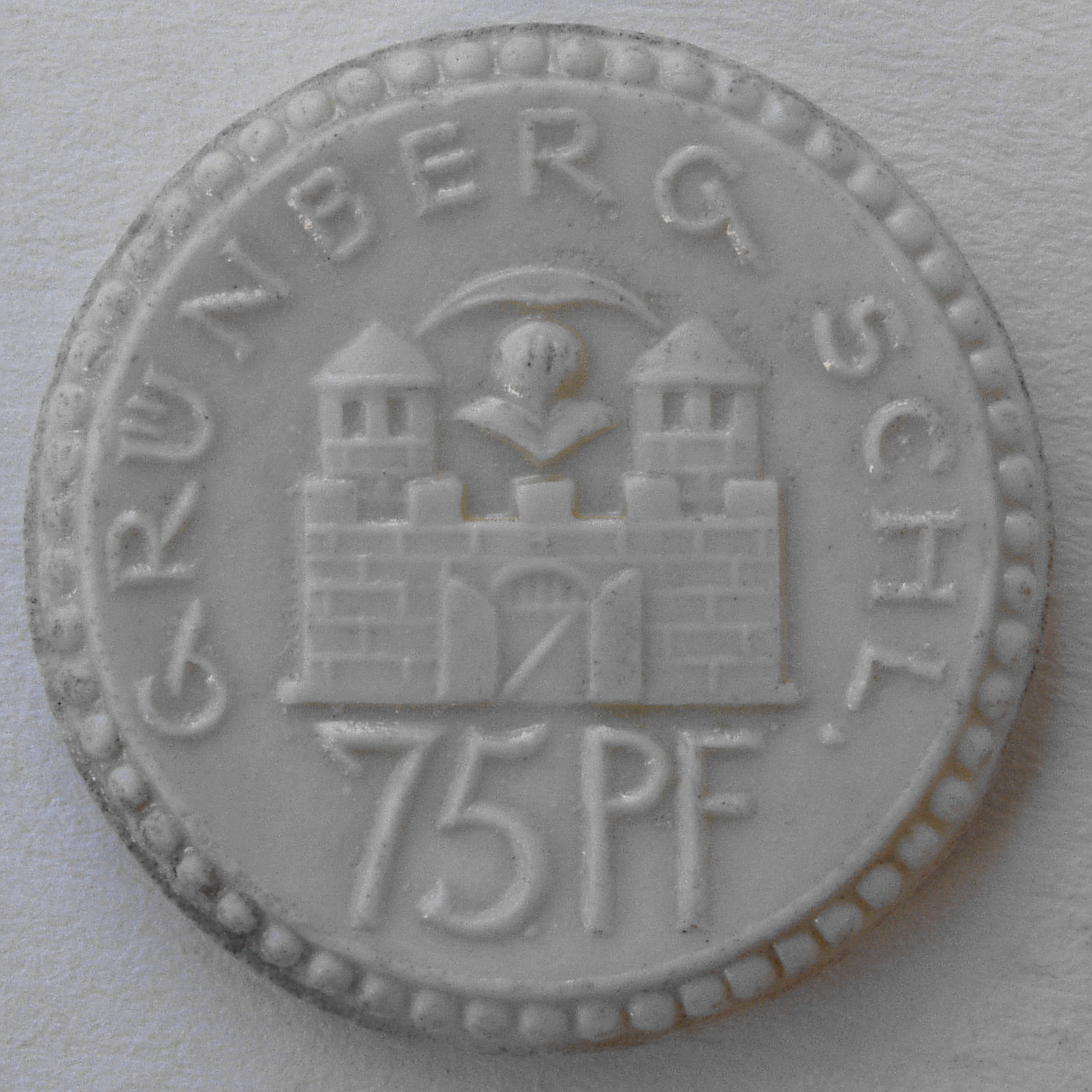
75 pf  din Schlesien, din ceramică albă (1922)

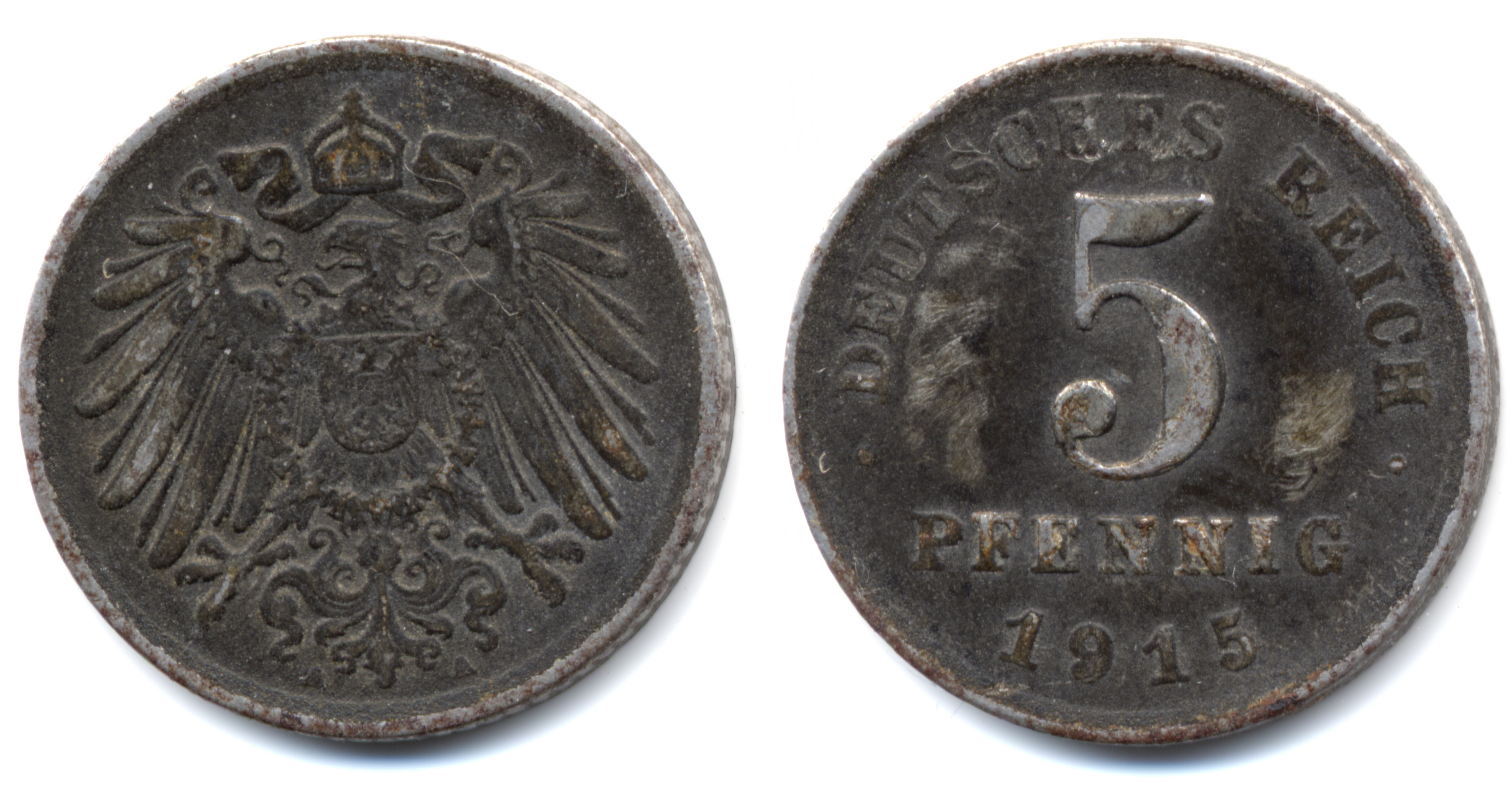
5 Pfenig din fier (1915)
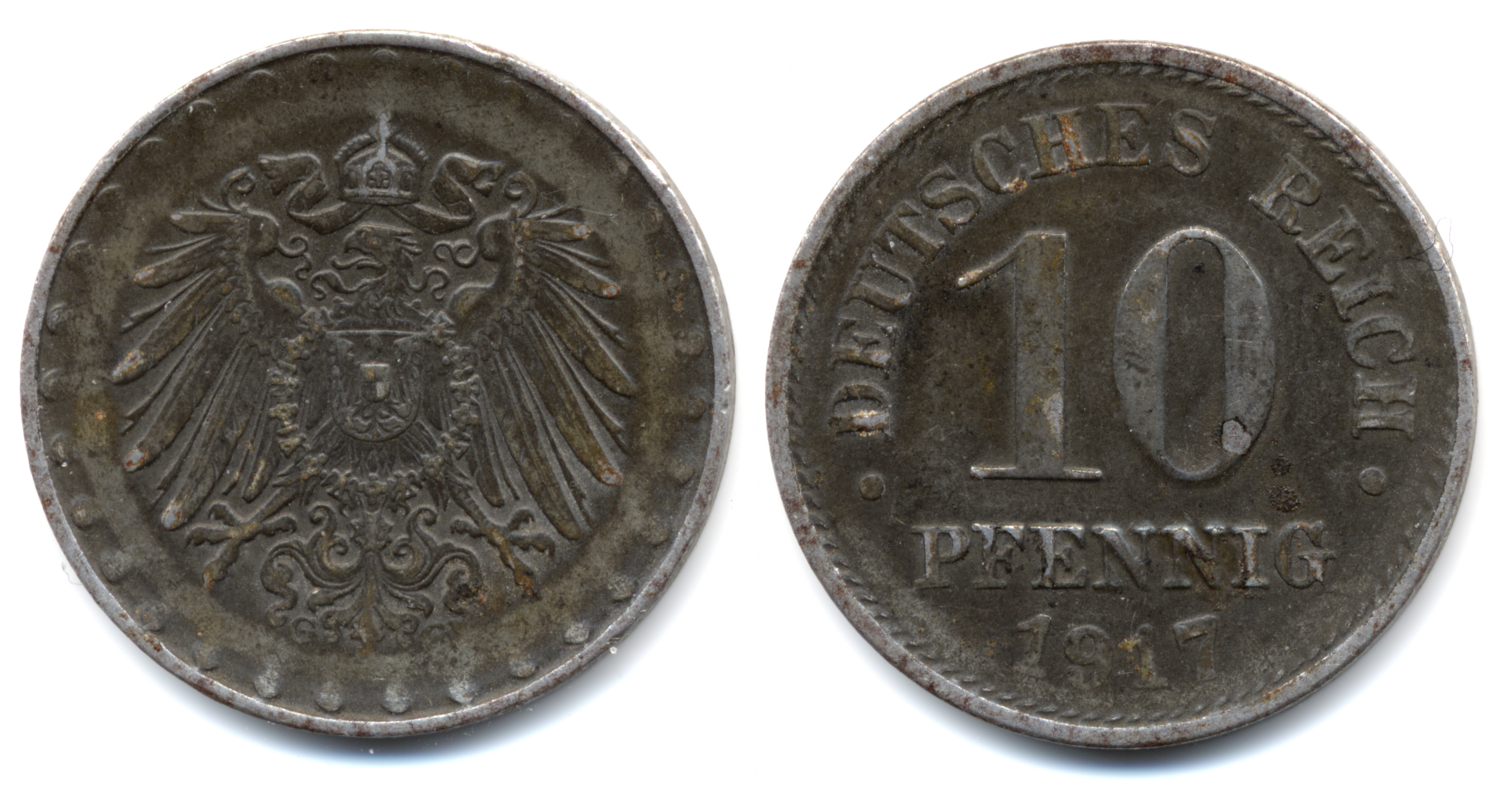
10 Pf din fier (1917)
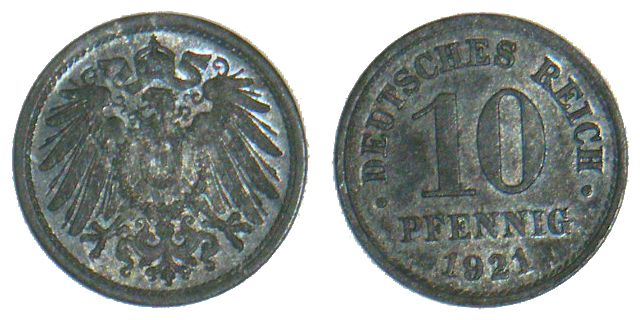
10 Pf din zinc (1921)
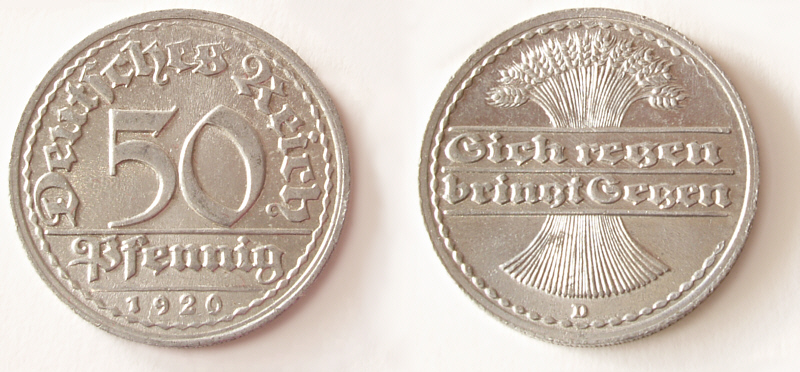
50 Pf din aluminiu (1920)

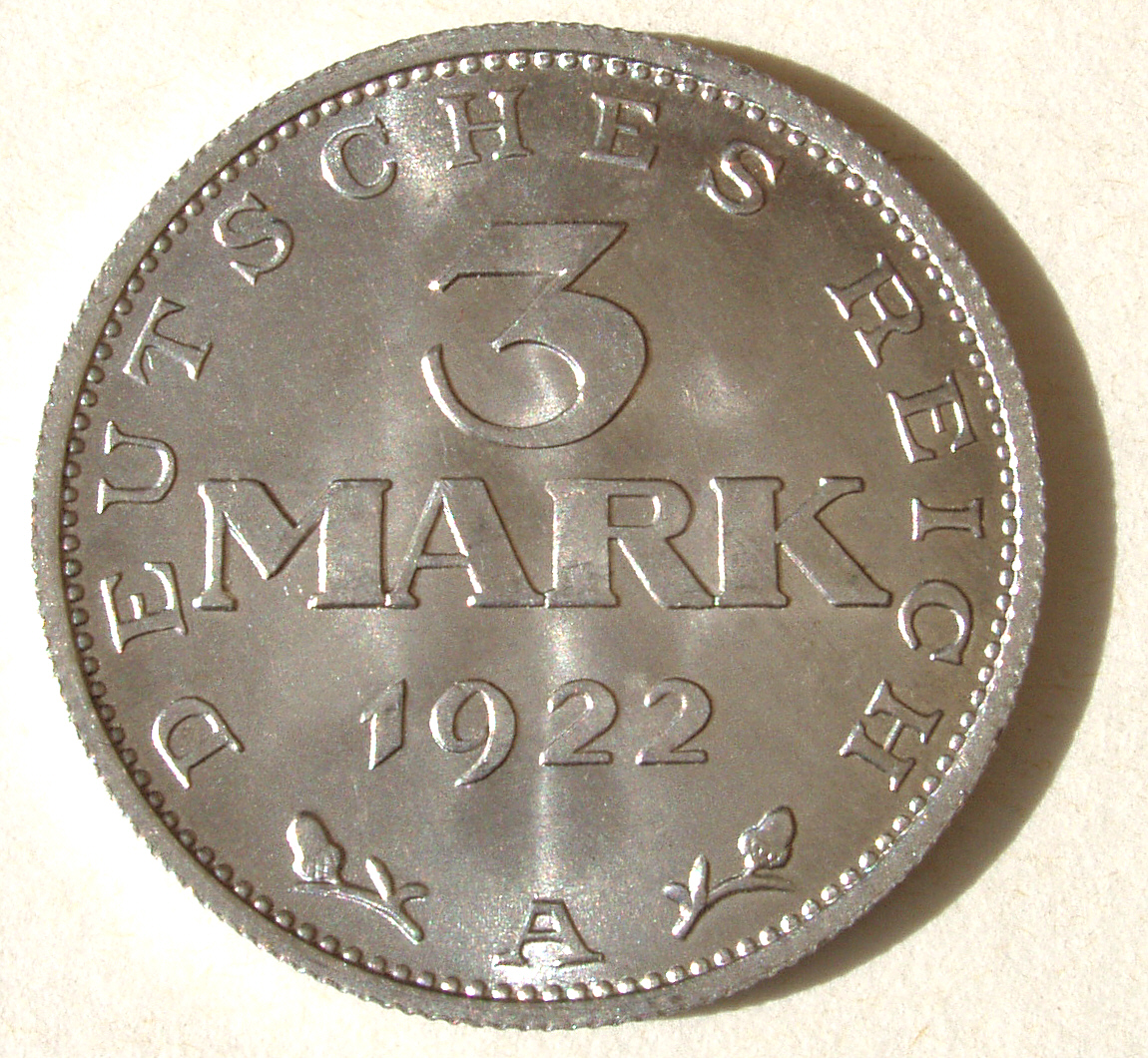
3 Mark din aluminiu (1922)
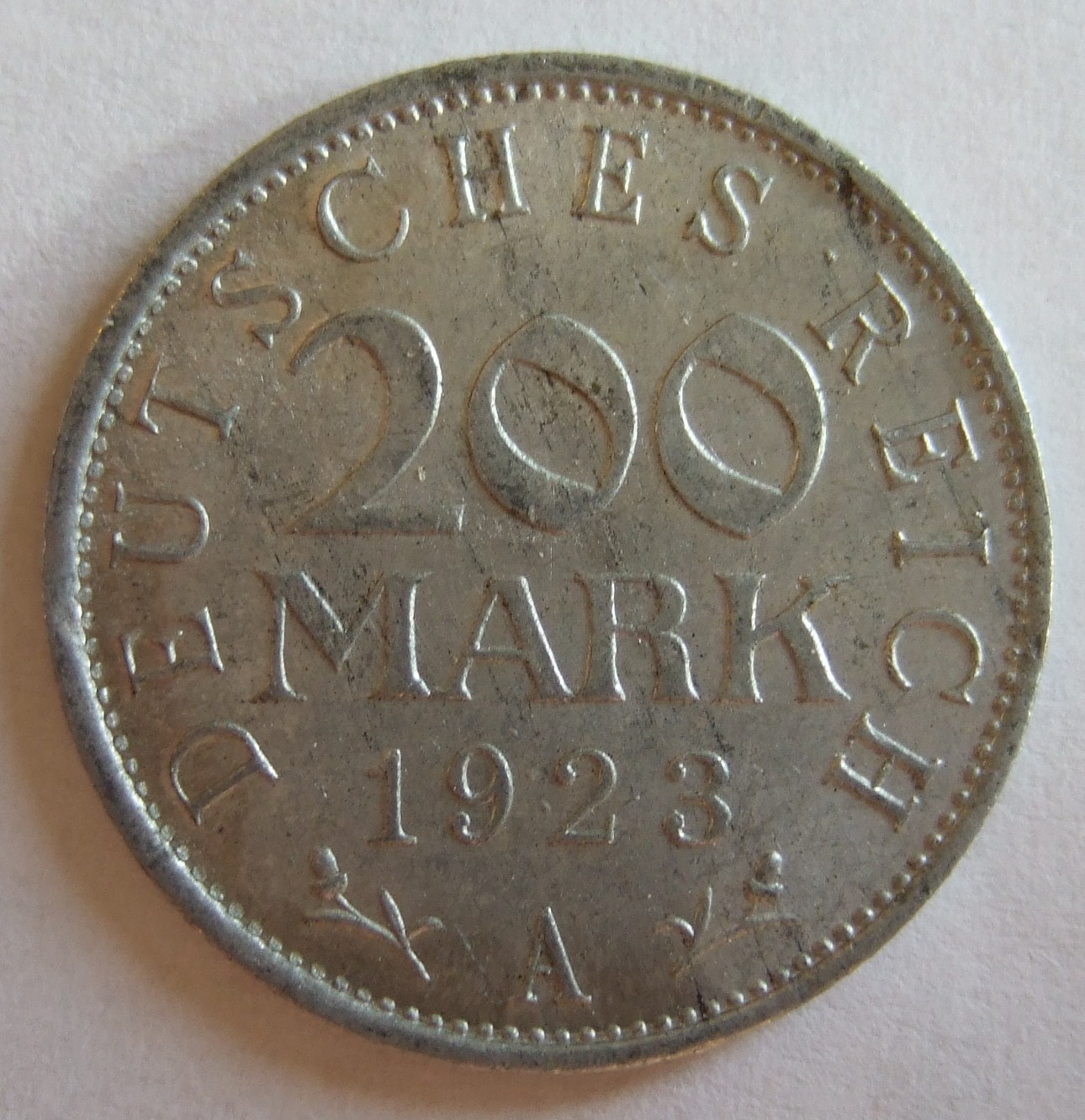
200 Mark din aluminiu (1923)
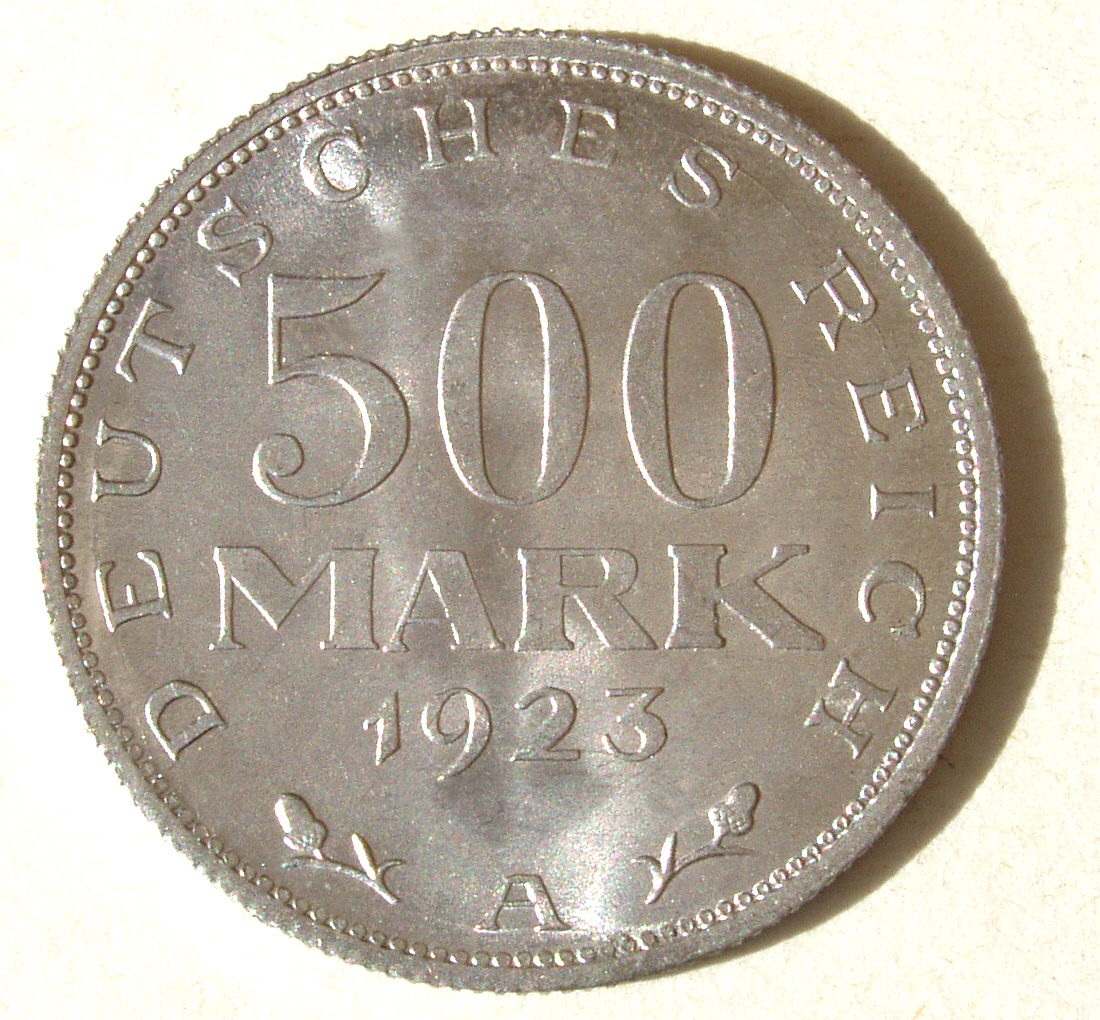
500 Mark din aluminiu (1923)

## Bancnote (1922-1923)
Reichsbank a fost atât de depășită de fenomenul hiperinflației încât, începând din februarie 1923, a început să imprime bancnotele pe o singură față și să supratipărească vechile emisiuni.  În săptămânile care au urmat, banca a anticipat și a tipărit, pentru februarie 1924, bancnote cu valori nominale de 1 bilion de mărci (adică o mie de miliarde de mărci).

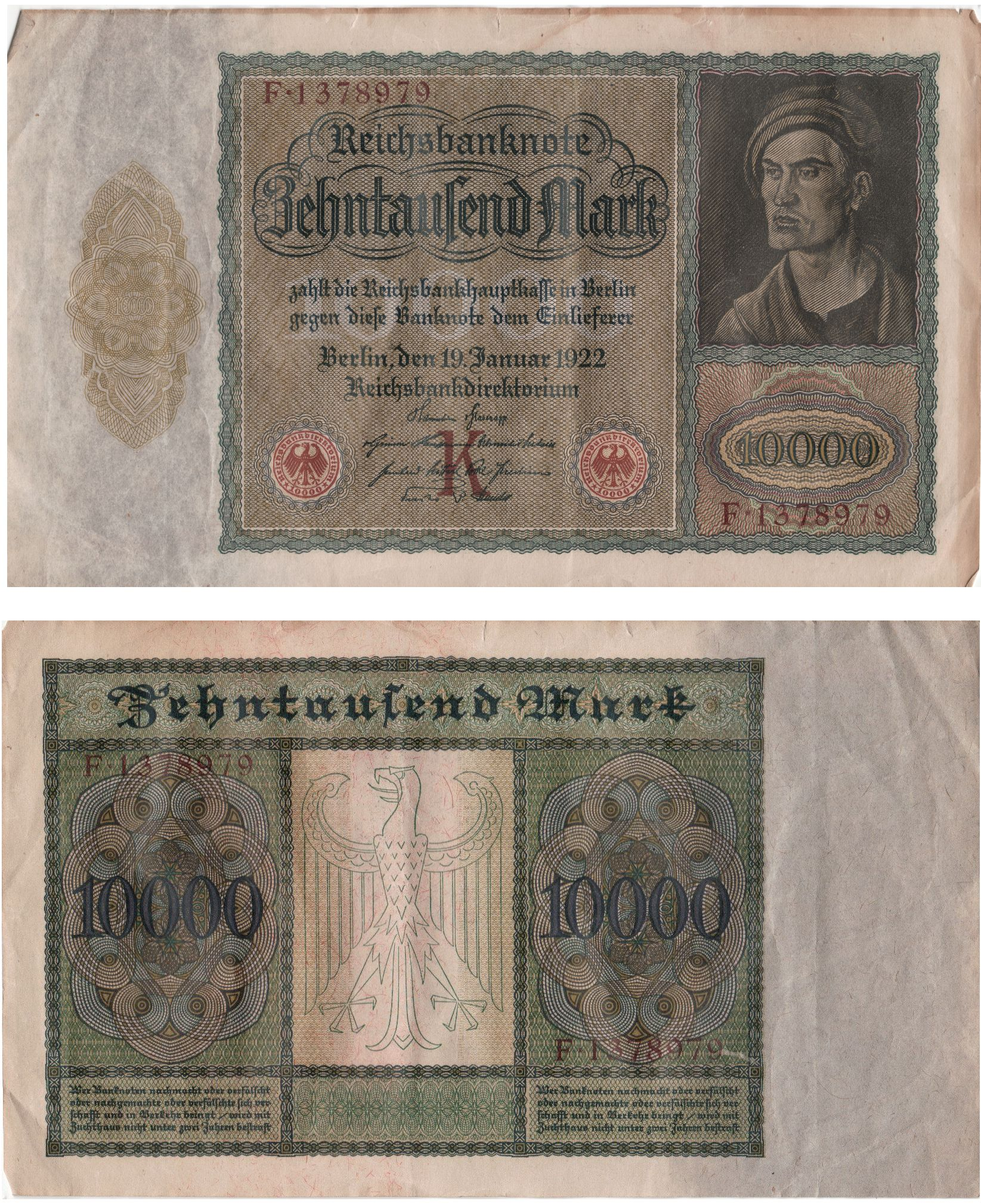
10 000 mărci (ianuarie 1922)
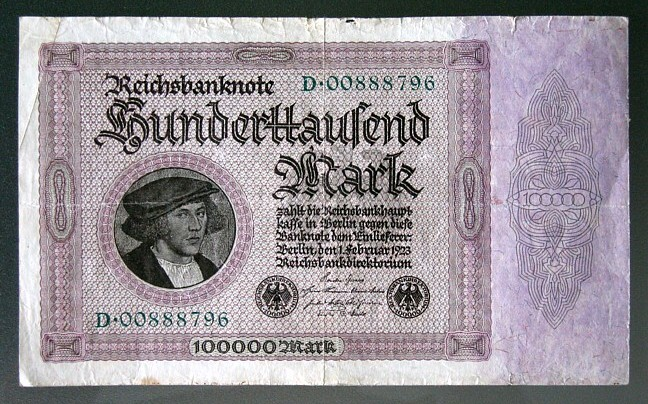
100 000 mărci (februarie 1923)
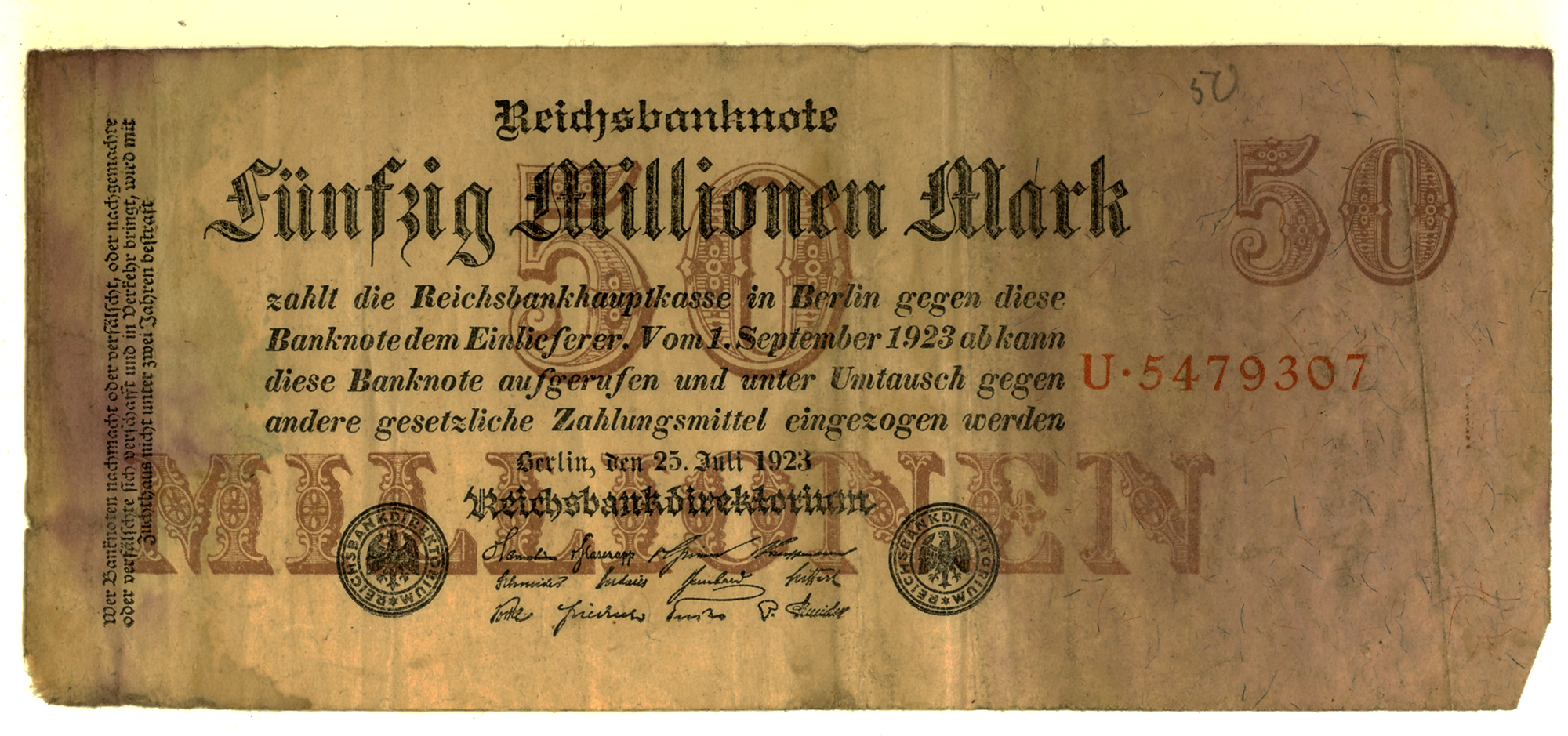
50.000.000 de mărci (iulie 1923), o singură față
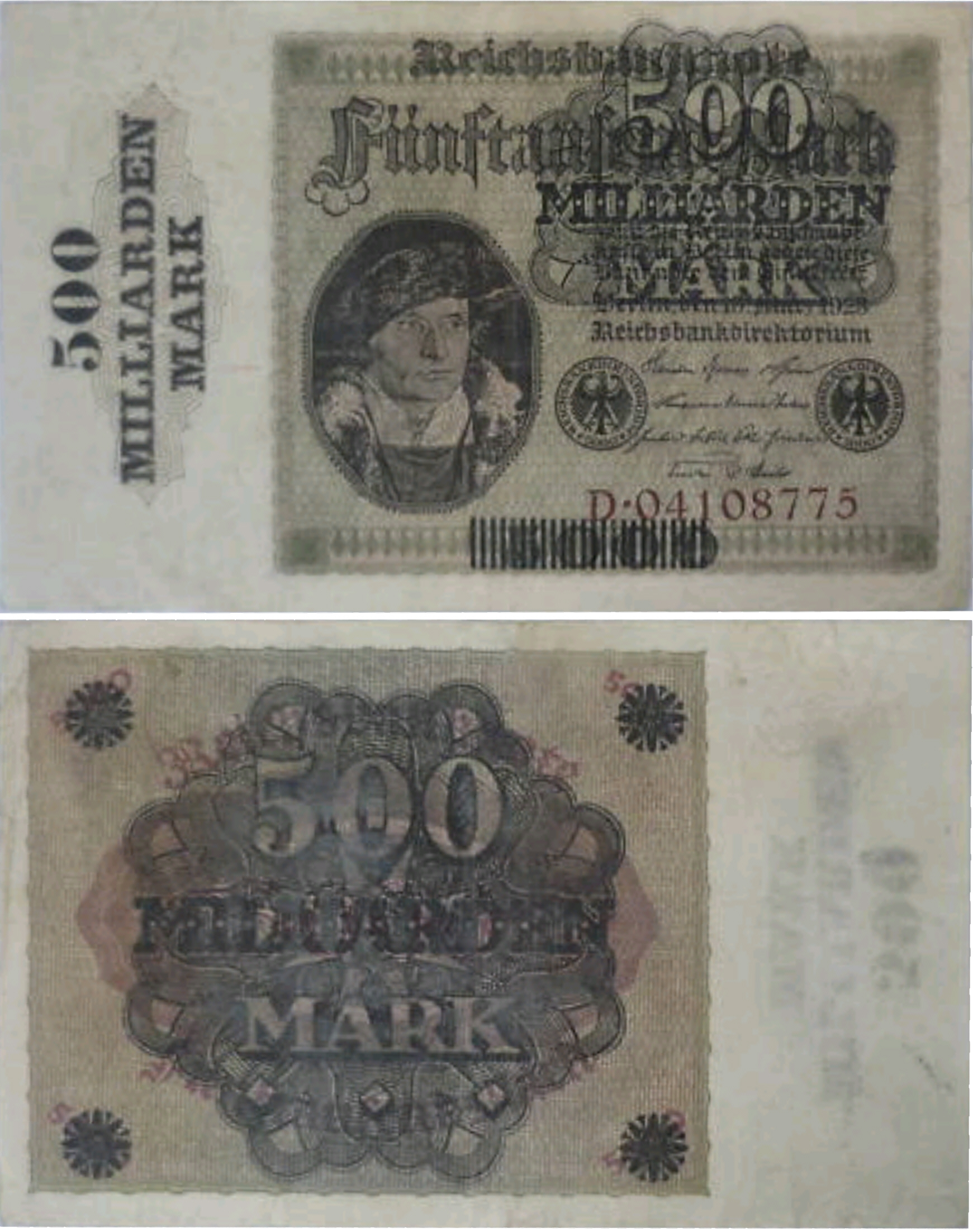
500 mărci (octombrie 1923), supratipar în miliarde
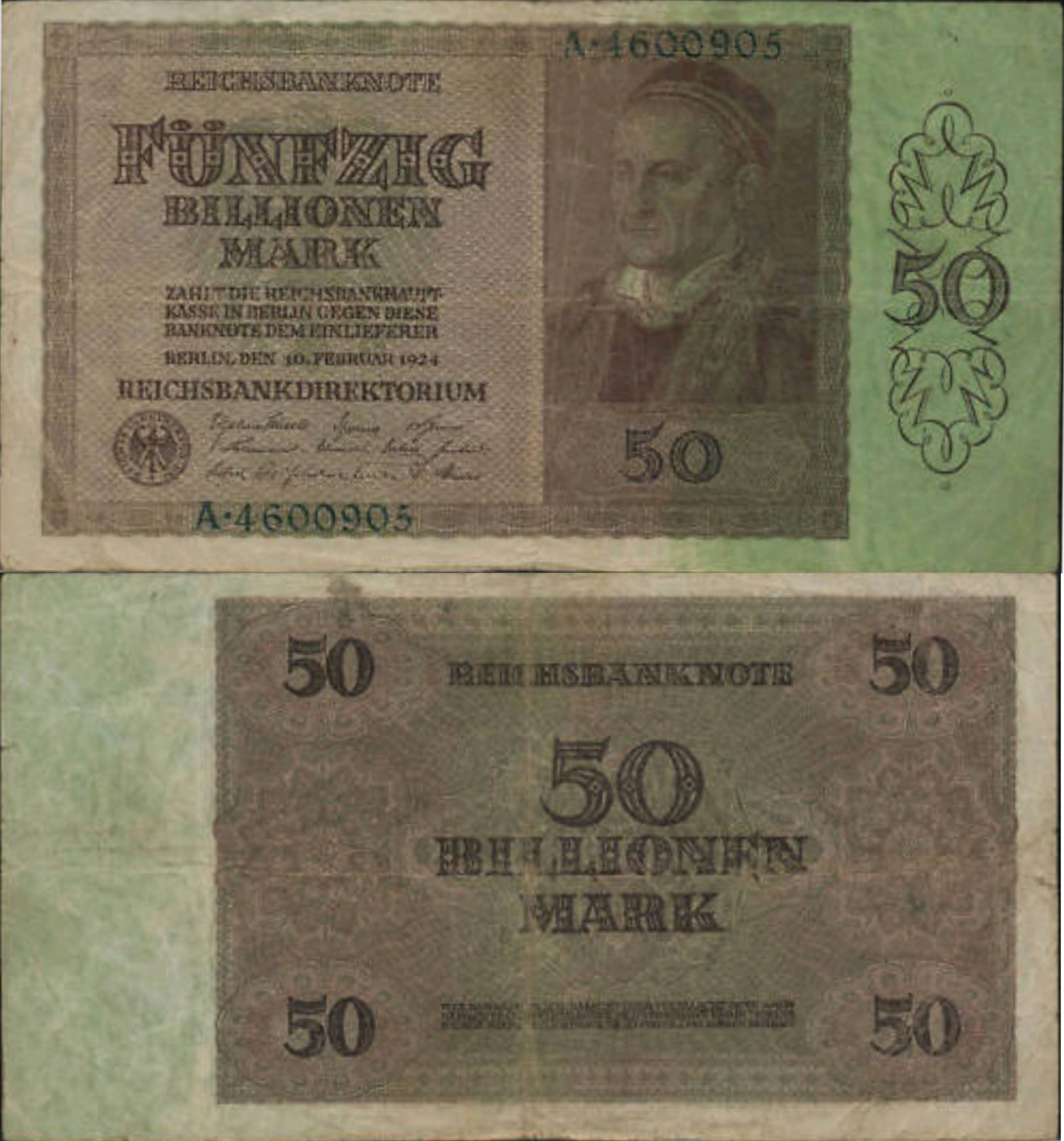
50 bilioane de mărci (februarie 1924)
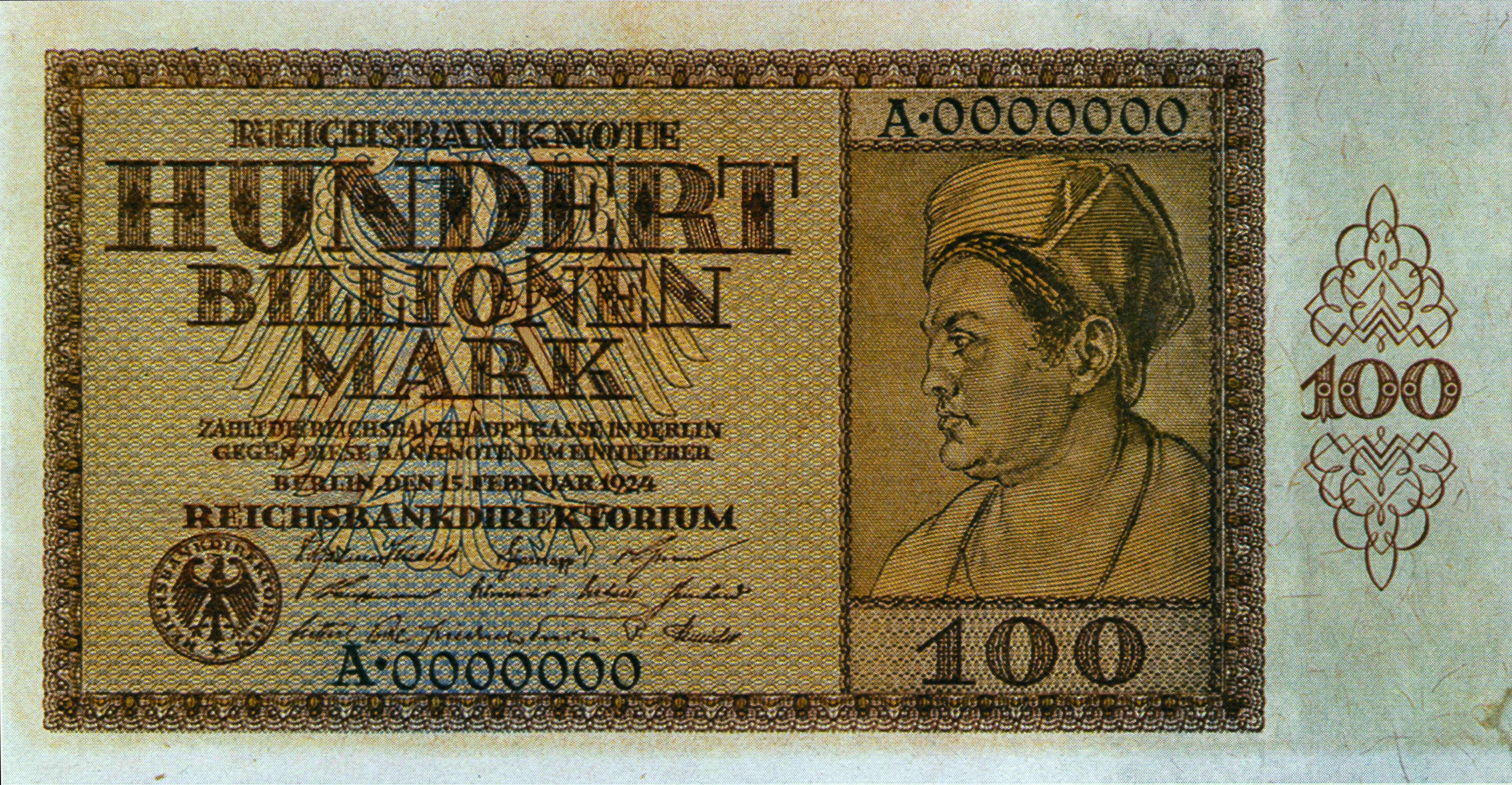
100 bilioane de mărci (februarie 1924)